# La Salle les Alpes
La Salle les Alpes é uma comuna francesa na região administrativa da Provença-Alpes-Costa Azul, no departamento de Altos-Alpes. Estende-se por uma área de 35,42 km². Em 2010 a comuna tinha 983 habitantes (densidade: 27,8 hab./km²).